# Високомолекулярні сполуки

Мікроструктура частини високомолекуля́рної сполу́ки подвійної спіралі ДНК

Високомолекуля́рні сполу́ки (скорочено ВМС) — хімічні сполуки, що мають молекулярну масу від декількох тисяч до кількох мільйонів а.о.м.. Молекули таких сполук називають макромолекулами.
Основну частину ВМС складають полімери — сполуки, побудовані з повторюваних фрагментів (мономерних ланок). Окрім них достатньо велику молекулярну масу мають і деякі речовини неполімерної природи, наприклад, таніни.
Відносно нагрівання полімери бувають термопластичні та термореактивні. Їх різниця в тому, що після нагрівання термопластичні полімери не втрачають пластичність(можливість змінювати свою форму), а термореактивні здатні змінити форму тільки один раз, після чого тверднуть.